# Stu Ungar
Stuart Errol "The Kid" Ungar (Nova York, 8 de setembro de 1953 — 22 de novembro de 1998) foi um jogador de pôquer profissional norte-americano. Venceu por três vezes o Evento Principal da World Series of Poker, nos anos de 1980, 1981 e 1997.

## Biografia

### Primeiros anos
Ungar tornou-se jogador profissional com a idade de 14 anos, um ano após a morte do seu pai e da sua mãe sofrer um ataque de apoplexia. Para sustentar a sua irmã e a sua família, decidiu abandonar a escola. A sua capacidade intelectual e a sua memória fotográfica já lhe tinham permitido avançar vários níveis na educação primária.

### Gin rummy e blackjack
Stu era considerado um jogador de Gin rummy excepcional. Com a idade de 10 anos, em 1963, ganhou o seu primeiro torneio, enquanto estava de férias com os seus pais.
Ia ver jogos com o seu padrinho e sentava-se a observar. Quando aquele ficava quase sem fichas, perguntava aos outros jogadores se permitiam que ele jogasse, uma vez que seu padrinho encontrava-se muito cansado. Os demais jogadores aceitavam cordialmente, pensando que seria uma tarefa fácil ganhar daquele garoto. Era então que Stu lhes ficava com todo o dinheiro.
Aos 14 anos já jogava com regularidade e ganhava dos melhores jogadores de Nova Iorque. Aos 15 anos abandonou os seus estudos sem terminar, quando um conhecido corretor de apostas lhe pagou a inscrição  de 500 dólares em um grande torneio de Gin Rummy. Stu ganhou um prêmio de 10 000 dólares, sem perder uma só mão, um recorde que ainda não foi batido nos salões de jogos de Nova Iorque. Uma semana mais tarde, depois de entregar aos seus pais 1 000 dólares, perdeu o restante num hipódromo.
Começou a ter problemas com a máfia por lhes dever dinheiro e já não conseguia ninguém que jogasse com ele. Mudou-se então para Miami, onde os jogos de Gin Rummy eram mais fáceis.
Em 1976 chegou a Las Vegas sem dinheiro. Teve de jogar dando vantagens aos jogadores que aceitavam enfrentá-lo. Jogava pela importância que o adversário quisesse e mostrava-lhe sempre uma carta. Ganhou dinheiro e entrou num torneio de 50 000 dólares. Nas últimas mãos previu acertadamente as cartas do jogador vencido. Esta fama foi algo que originou alguns problemas a Stu, fazendo com que seus adversários o temessem e, em pouco tempo, ninguém queria sentar-se na sua mesa. Como consequência desse fato, era impossível jogar, a não ser que o fizesse em torneios.
Decidiu então experimentar a sua sorte no blackjack. Uma noite, no Caesar Palace de Las Vegas, ganhou 83 000 dólares, mas o gerente interrompeu o jogo. Stu previu as últimas 18 cartas que restavam para sair em um baralho de cartas. Era o princípio do fim para as mesas de blackjack de um só baralho, tendo sido abandonadas pelo Caesar e mais tarde por outros cassinos. A partir de então, em quase todos os cassinos do mundo joga-se blackjack com pelo menos quatro baralhos de cartas. Sua fotografia foi posta nos compartimentos de segurança de dezenas de cassinos, e Stu foi proibido de entrar em muitos deles.

### Carreira no pôquer
Em 1980 com 27 anos de idade, Ungar jogou e ganhou o seu primeiro World Series of Poker quase sem experiência em Texas Hold'em. A partir desse momento, a imprensa chamou-lhe Stu "The Kid" Ungar (O Garoto Stu Ungar).
Na final do Evento Principal, jogou contra o consagrado e conhecido Doyle Brunson, que já havia sido por duas vezes campeão do torneio. Stu ganhou um prêmio de 375 000 dólares.
Em 1981 volta ao WSOP e vence-o pela segunda vez. Tinha jogado somente duas vezes o torneio, um recorde imbatível e somente partilhado com Johnny Moss, vencedor das duas primeiras edições do WSOP. Na final jogada contra Perry Green, Stu mais uma vez saiu-se vitorioso, desta vez levando um prêmio de 385 000 dólares.
Para a WSOP de 1997 Stu não tinha o dinheiro necessário para entrar no torneio, tendo recebido os US$ 10 000 da inscrição de seu amigo Billy Baxter. Quatro dias mais tarde, ele era decretado mais uma vez o campeão do evento principal, estabelecendo o recorde de três vitórias no WSOP, que compartilha com Johnny Moss.
Na WSOP do ano de 1998, pouco antes do início do torneio, a organização anunciou que o campeão não poderia estar presente por motivos de saúde.
Em 22 de novembro de 1998, no Motel Oasis de Las Vegas, Stu foi encontrado morto. A investigação concluiu que tinha ingerido cocaína, metadona e Percodan. Oficialmente foi referido que a morte tinha sido casual, provocada por uma insuficiência coronária. As doses de cocaína no seu corpo não eram altas, o Percodan é um analgésico utilizado para dormir quando se está viciado no consumo.
No total ganhou dez torneios com um buy-in de mais de cinco mil dólares, dos aproximadamente 30 que jogou.

## Curiosidades
- Certa vez, na cidade de Palm Springs, dirigiu-se com outros três amigos a um lugar que lhes havia sido recomendado como o melhor da cidade em comida. Ao entrar perguntaram-lhes se tinham reservas e Stu respondeu que não, e quem os atendia informou de que era impossível conseguir um lugar se não o tivessem solicitado antecipadamente. Stu retirou 100 dólares do bolso e afirmou que se alguém faltasse a reserva estava à espera ao balcão. Quando instalados decidiram pedir uma bebida e quando Ungar pediu a sua, o barman solicitou-lhe a identificação. Stu respondeu-lhe: "Mas tenho 35 anos". Amavelmente responderam-lhe que poderia ser verdade, mas como tinha aparência de um jovem teria de exibir a identificação ou então não lhe poderia ser servido álcool. Stu retirou de cada bolso um maço de notas, em torno de 10 000 dólares aproximadamente e disse: "Esta é a minha identificação! Que adolescente andaria assim com tanto dinheiro nos bolsos?".

## Braceletes na WSOP
| Ano  | Preço de Inscrição (Buy-In) | Evento                              | Prêmio (US$) |
| ---- | --------------------------- | ----------------------------------- | ------------ |
| 1980 | $10 000                     | No Limit Hold'em World Championship | $365 000     |
| 1981 | $10 000                     | No Limit Hold'em World Championship | $375 000     |
| 1981 | $10 000                     | Deuce to Seven Draw                 | $95 000      |
| 1983 | $5 000                      | Seven Card Stud                     | $110 000     |
| 1997 | $10 000                     | No Limit Hold'em World Championship | $1 000 000   |